# Hrabstwo Marion (Illinois)
Hrabstwo Marion – hrabstwo w USA, w stanie Illinois, według spisu z 2000 roku liczba ludności wynosiła 41 691. Siedzibą hrabstwa jest Decatur.

## Geografia
Według spisu hrabstwo zajmuje powierzchnię 1491 km², z czego 1482 km² stanowią lądy, a 9 km² (0,60%) stanowią wody.
W hrabstwie znajdują się cienkie pokłady węgla oraz złoża piaskowca, wykorzystywanego w budownictwie. W 1908 odkryto na terenach złoża ropy naftowej.

### Sąsiednie hrabstwa
- Hrabstwo Fayette – północ
- Hrabstwo Clay – wschód
- Hrabstwo Wayne – południowy wschód
- Hrabstwo Jefferson – południe
- Hrabstwo Washington – południowy zachód

Stan Illinois na mapie USA

- Hrabstwo Clinton – zachód

## Historia
Hrabstwo Marion powstało 24 stycznia 1823 roku z terenów dwóch hrabstw: Jefferson i Fayette. Swoją nazwę obrało na cześć generała Francis Marion, uczestnika wojny o niepodległość Stanów Zjednoczonych.
W 1790, ziemia hrabstwa Marion była częścią Terytorium Północnozachodniego. Istniały wówczas na tych ziemiach tylko dwa hrabstwa St. Clair i Knox. Taki stan utrzymywał się do 1801 roku. W 1813 roku terytorium zostało podzielone i wcielone di nowo powstałych hrabstw  Edwarda, Jefferson, Crawford i Fayette.
W 1818, kapitan Samuel Young i jego 9 letni, starszy syn byli pierwszymi osadnikami na terenie obecnego hrabstwa Marion. W 1823 roku, w tym samym czasie gdy trwał konflikt zwany Wojną Czarnego Jastrzębia, hrabstwo przybrało obecne granice i zamieszkiwało je ok. 2000 ludzi.

## Demografia
Według spisu z 2000 roku hrabstwo zamieszkuje 41 691 osób, które tworzą 16 691 gospodarstw domowych oraz 11 483 rodzin. Gęstość zaludnienia wynosi 28 osób/km². Na terenie hrabstwa jest 18 022 budynków mieszkalnych o częstości występowania wynoszącej 12 budynków/km². Hrabstwo zamieszkuje 94,05% ludności białej, 3,83% ludności czarnej, 0,22% rdzennych mieszkańców ameryki, 0,57% Azjatów, 0,04% mieszkańców Pacyfiku, 0,22% ludności innej rasy oraz 0,04% ludności wywodzącej się z dwóch lub więcej ras, 0,91% ludności to Hiszpanie, Latynosi lub inni.
W hrabstwie znajduje się 16 619 gospodarstw domowych, w których 31,40% stanowią dzieci poniżej 18 roku życia mieszkający z rodzicami, 53,30% małżeństwa mieszkające wspólnie, 11,60% stanowią samotne matki oraz 30,90% to osoby nie posiadające rodziny. 27,20% wszystkich gospodarstw domowych składa się z jednej osoby oraz 13,50% żyje samotnie i ma powyżej 65 roku życia. Średnia wielkość gospodarstwa domowego wynosi 2,45 osoby, a rodziny wynosi 2,97 osoby.
Przedział wiekowy populacji hrabstwa kształtuje się następująco: 25,50% osób poniżej 18 roku życia, 8,10% pomiędzy 18 a 24 rokiem życia, 26,60% pomiędzy 25 a 44 rokiem życia, 23,30% pomiędzy 45 a 64 rokiem życia oraz 16,60% osób powyżej 65 roku życia. Średni wiek populacji wynosi 38 lat. Na każde 100 kobiet przypada 93,00 mężczyzn. Na każde 100 kobiet powyżej 18 roku życia przypada 88,50 mężczyzn.
Średni dochód dla gospodarstwa domowego wynosi 35 227 USD, a średni dochód dla rodziny wynosi 41 427 dolarów. Mężczyźni osiągają średni dochód w wysokości 31 459 dolarów, a kobiety 21 967 dolarów. Średni dochód na osobę w hrabstwie wynosi 17 235 dolarów. Około 8,60% rodzin oraz 11,30% ludności żyje poniżej minimum socjalnego, z tego 16,70% poniżej 18 roku życia oraz 8,60% powyżej 65 roku życia.

## Okręgi
- Alma – zmieniło nazwę z Pleasant 20 kwietnia 1874.
- Carrigan
- Centralia
- Foster
- Haines
- Iuka
- Kinmundy
- Meacham
- Odin
- Omega
- Patoka
- Raccoon
- Romine
- Salem
- Sandoval
- Formed zmieniło nazwę z Odin przed rokiem 1921.
- Stevenson
- Tonti – nazwę zmieniło z Fredonia 20 kwietnia 1874.

## Miasta
- Centralia
- Kinmundy
- Salem

## Wioski
- Alma
- Central City
- Iuka
- Junction City
- Kell
- Odin
- Patoka
- Sandoval
- Vernon
- Walnut Hill